# Nationella audiovisuella institutet
Nationella audiovisuella institutet (KAVI) är ett statligt verk i Finland som står under Undervisnings- och kulturministeriet och vars verksamhet är stadgad i lag. I KAVI:s lagstadgade uppgifter ingår att bevara filmer och tv- och radioprogram och bedriva forskning på området, utöva tillsyn över tillhandahållandet av bildprogram och att främja mediefostran. 
Nationella audiovisuella institutet (KAVI) inledde sin verksamhet 1 januari 2014. KAVI uppstod när Nationella audiovisuella institutet (tidigare Finlands filmarkiv) och Centralen för mediefostran och bildprogram (tidigare Statens filmgranskningsbyrå 1946-2011) gick samman.